# Kroksjön, Härjedalen
Kroksjön är en sjö i Härjedalens kommun i Härjedalen och ingår i Ljusnans huvudavrinningsområde. Sjön har en area på 0,127 kvadratkilometer och ligger 912,6 meter över havet. Sjön avvattnas av vattendraget Gunnarsån.

## Delavrinningsområde
Kroksjön ingår i det delavrinningsområde (696052-133878) som SMHI kallar för Mynnar i Mittån. Medelhöjden är 875 meter över havet och ytan är 22,7 kvadratkilometer. Det finns inga avrinningsområden uppströms utan avrinningsområdet är högsta punkten. Gunnarsån som avvattnar avrinningsområdet har biflödesordning 3, vilket innebär att vattnet flödar genom totalt 3 vattendrag innan det når havet efter 389 kilometer. Avrinningsområdet består mestadels av skog (34 procent) och kalfjäll (61 procent). Avrinningsområdet har 0,13 kvadratkilometer vattenytor vilket ger det en sjöprocent på 0,6 procent.